# Notocotylus filamentis
Notocotylus filamentis är en plattmaskart. Notocotylus filamentis ingår i släktet Notocotylus och familjen Notocotylidae. Inga underarter finns listade i Catalogue of Life.